# Noetia ponderosa
Noetia ponderosa är en musselart som först beskrevs av Thomas Say 1822.  Noetia ponderosa ingår i släktet Noetia och familjen Noetiidae. Inga underarter finns listade i Catalogue of Life.
Höger och vänster klaff av samma exemplar:

Höger klaff
Vänster klaff